# Стрновац
Стрновац (мкд. Стирновец) је насеље у Северној Македонији, у северном делу државе. Стрновац је насеље у оквиру општине Старо Нагоричане.
Стрновац има велики значај за српску заједницу у Северној Македонији, пошто Срби чине мањину у насељу.

## Географија
Стрновац је смештен у северном делу Северне Македоније. Од најближег града, Куманова, село је удаљено 15 km североисточно.
Село Стрновац се налази у историјској области Средорек, у планинском крају (планина Рујен), на приближно 380 метара надморске висине. Источно од села протиче река Пчиња.
Месна клима је континентална.

## Становништво
Стрновац је према последњем попису из 2021. године имао 48 становника.
Претежна вероисповест месног становништва је православље.
| Национални састав према попису из 2021.‍ | Национални састав према попису из 2021.‍ | Национални састав према попису из 2021.‍ | Национални састав према попису из 2021.‍ | Национални састав према попису из 2021.‍ |
| --------------------------------------- | --------------------------------------- | --------------------------------------- | --------------------------------------- | --------------------------------------- |
|                                         |                                         |                                         |                                         |                                         |
| Македонци                               | Македонци                               |                                         | 41                                      | 85,4%                                   |
| Срби                                    | Срби                                    |                                         | 6                                       | 12,5%                                   |